# Jos de Kleijn
Jozef Alexander Maria de Kleijn (* 23. Juni 1947 in Grave, Niederlande) ist ein in Göhl, Ostholstein lebender Bildender Künstler.

## Werdegang
Nach dem Abschluss einer Zimmermannsausbildung und dem Erwerb des Fachabiturs studierte Jos de Kleijn von 1969 bis 1971 an der Gerrit Rietveld Academie in Amsterdam und von 1977 bis 1983 an der Muthesius Kunsthochschule in Kiel Freie Kunst. Seit 1983 ist er freischaffend tätig. Unter anderem stellte er mehrfach gemeinsam mit Klaus Rilling und Jörg Plickat aus, mit denen er in den 80er Jahren auch kurzzeitig die Künstlergruppe „Der M“ betrieb. Er ist Mitglied im Bundesverband Bildender Künstlerinnen und Künstler, in der Gemeinschaft Lübecker Künstler und im Kunst Verein Neustadt in Holstein.

## Werk
Im umfangreichen  Œuvre de Kleijns kommen verschiedene Zeichentechniken zum Einsatz, wobei die Zeichnung mit Blei- und Farbstift, Kohle, Kreide und Graphit sein Schaffen dominiert, doch auch die Malerei mit Ölfarbe macht einen großen Anteil aus.
Zu seinem frühen Schaffen zählen verschiedene Illustrationen, beispielsweise „Alois der Löwe“ aus Gustav Meyrincks Des deutschen Spießers Wunderhorn oder Edgar Allan Poes König Pest. Seine Arbeiten beinhalten oft eine narrative Ebene.
Das Werk Jos de Kleijns ist durchgehend subjektiv geprägt und gründet sich auf Alltagsreflexionen und autobiografische Erfahrungen des Künstlers.
Jos de Kleijns 1991 erstmals ausgestellte Serie Erbarme Dich – Bilder zu einer Arie nimmt beispielsweise einen sehr persönlichen Bezug zu Johann Sebastian Bachs Arie Erbarme Dich aus der Matthäuspassion. Die Arbeiten, zu denen unter anderem das Triptychon Erbarme Dich – Liebe, Alleinsein, Tod und zehn expressive Kohle- und Kreideporträts Die Trauernden gehören, beinhalten Motive von Liebe, Einsamkeit, Geburt und Leben, Tod und Trauer, Leidenschaft und Gewalt. Für den Künstler, der sich im Sinne Erich Fromms als Nicht-Theist begreift, hat das Erbarmen hier keinen direkten religiösen Bezug, in dem Gott um Erbarmen gebeten wird, sondern die Menschen, das Leben, das Sein. Zitat des Künstlers: „Mich bewegt die Erkenntnis über unser Schicksal, daß wir ein Teil vom Ganzen sind, daß nichts nur schwarz oder weiß, gut oder böse ist und daß Gegensätze sich bedingen.“
Die Verarbeitung von persönlichen Erfahrungen und Emotionen sowie das Thema des Menschen und seiner Beziehungen ziehen sich wie ein roter Faden durch die künstlerische Auseinandersetzung von Jos de Kleijn.
Dabei nimmt er in Kauf, dass diese Themen beim Rezipienten auch unangenehme Emotionen auslösen können. Er sagt selbst, dass es ihm wichtig sei, seine Betrachter „betroffen zu machen“ – diese Betroffenheit kann sowohl negativ als auch positiv konnotiert sein.
Ein wichtiges Motiv im Werk Jos de Kleijns ist die Darstellung imaginärer Landschaften, die oft wie eine Bühnenfläche für ein gemaltes oder gezeichnetes menschliches Welttheater fungieren. Als bestes Beispiel wären hier verschiedene Bilder mit dem Titel Gipfeltreffen zu nennen, die in unterschiedlichen Techniken (u. a. Farbstiftzeichnung auf Papier, Öl auf Leinwand) seit den 90er Jahren entstanden sind.
Die Landschaft als Bühnenfläche für den Menschen taucht allerdings schon in de Kleijns Frühwerk auf.
Jos de Kleijn begann in den 80er Jahren bereits als Volkshochschuldozent zu lehren und betreibt inzwischen in seinem Atelier in Göhl mit verschiedenen Kursen, in denen er unterschiedliche Mal- und Zeichentechniken unterrichtet, erfolgreich seine private Kunstschule.

## Ausstellungen (Auswahl)
- 1982: Bilder und Skulpturen. Stadtbilderei (Kiel)
- 1983: 6 × Junge Kunst aus Schleswig-Holstein. Kulturkreis Torhaus (Hamburg)[2]
- 1984: Jos de Kleijn. Bilder. Galerie „Kieken und klönen“ (Itzehoe)
- 1986: Der M. Kunsthall Stavanger (Stavanger, Norwegen)
- 1988: Jos de Kleijn. Hildegard Grenzemann-Spiller. Jörg Plickat. Stadthauptmannshof (Mölln)
- 1988: Ausstellung im Rahmen der Grünen Woche. Hotel Kempinski (Berlin)
- 1991: Erbarme dich. Bilder zu einer Arie. Ostholstein-Museum (Eutin)
- 1992/1993: Tierbilder III. (u. a. mit Harald Naegeli) Brunswiker Pavillon (Kiel)
- 1996: Monika Arpad. Jos de Kleijn. Künstlerzentrum (Lübeck)
- 1999: Emotional und subjektiv. Galerie im Lutterbeker (Lutterbek)
- 2002: Jos de Kleijn. Bilder. Gemeindehaus (Scharbeutz)
- 2008: Vier Maler. Vier Welten. Galerie Konrad (Kleinwessek)

Weitere Ausstellungen u. a. in Altena (Sauerland), Bonn, Münster, Neumünster, Rastede, Rendsburg.

## Arbeiten im öffentlichen Besitz
- Ostholstein-Museum (Eutin)
- Gemeinde Ahrensbök
- Itzehoer Versicherungen (Itzehoe)
- Schleswag AG (Oldenburg in Holstein)